# 延喜式

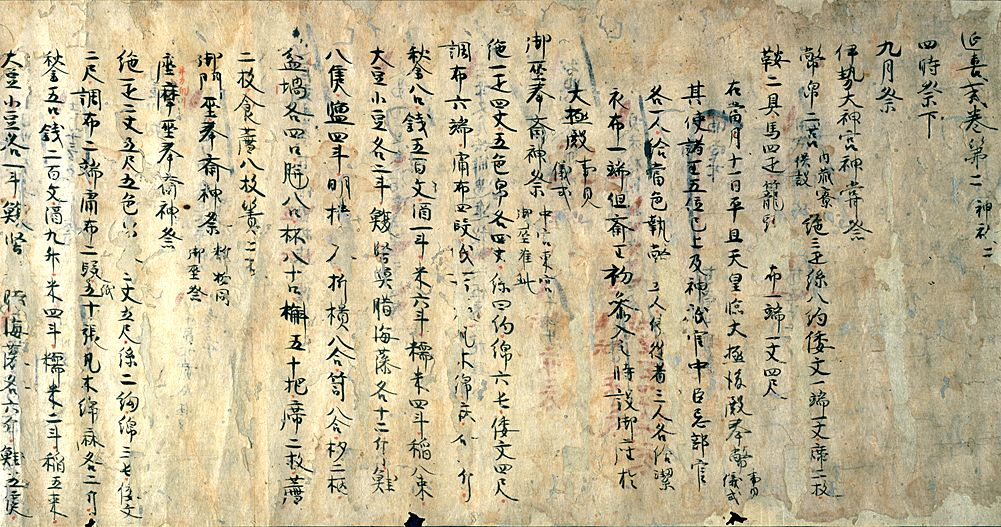
《延喜式（九条家本）》，现藏于东京国立博物馆，日本国宝

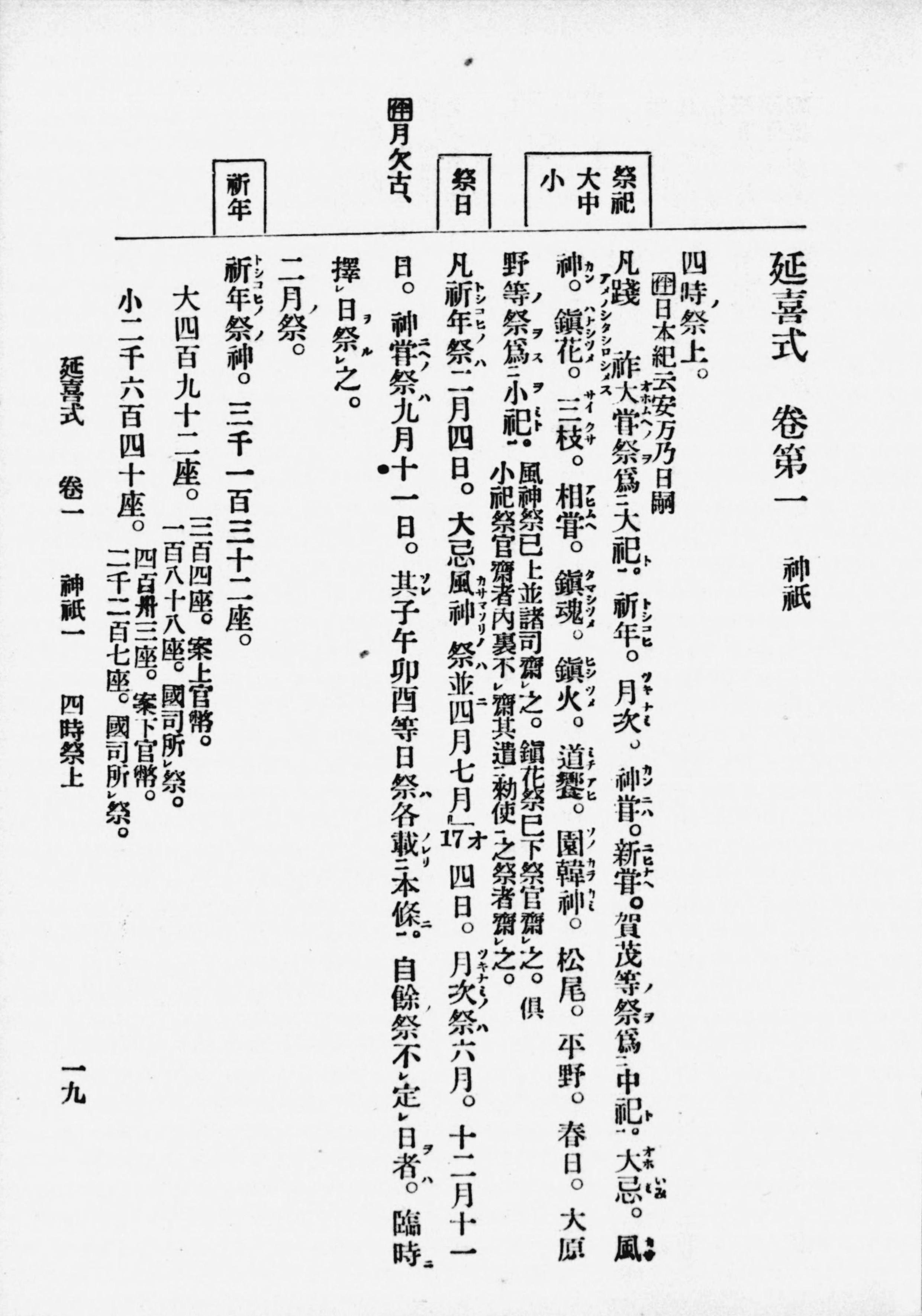
《延喜式》第一卷

《延喜式》是日本平安時代中期（西元905年；延喜五年）由醍醐天皇命令藤原時平等人編纂的一套律令格式。其中對於官制和儀禮有著詳盡的規定，成為研究古代日本史的重要文獻。西元967年（康保四年）頒布施行。全書五十卷，約三千三百條目，其中收錄二十七篇祝詞，即祭祀時對神明朗誦的禱詞，又稱作「延喜式祝詞」。

## 历史
905年（延喜五年），醍醐天皇命令藤原時平等人开始整理旧律令格式，并編纂一套律令條文，在藤原时平死后，由藤原忠平接收继续编纂了这本书。927年（延长5年），对《弘仁式》、《贞观式》及其后的仪典选编完成。在多次修訂后，于西元967年（康保四年）才頒布施行。由于在三代格式中，《延喜式》是唯一幾乎完整保存的，因此在日本古代歷史研究中具有重要價值 。

## 內容
《延喜式》全50卷、約3千3百條。按照律令官制，由以下组成：

### 卷1～10
是神祇官關係之式，各卷内容的用途如下
- 卷1~2 - 定例祭（通称：四時祭）
- 卷3 - 臨時祭（日语：臨時祭）（通称：四角祭、四境祭）
- 卷4 - 大神宫
- 卷5 - 斋宫（日语：斎宮）
- 卷6 - 斋院
- 卷7 - 踐祚（日语：踐祚）大嘗祭（日语：大嘗祭）
- 卷8 - 祝詞
- 卷9~10 - 神名帳（通称：延喜式神名帳）

### 卷11～40
太政官八省關係之式

### 卷41～49
其他官司關係之式

### 卷50
杂式

## 内容

### 神祇官関係之式
第8卷为祝词。第9~10卷为神名帳（即神社一览表），其列出需要在祈年祭接受奉幣的2861所神社。延喜式神名帳记载被当时朝廷视为重要的神社，这些神社被称作“式内社”（社格的一种），但如今有些神社已经消失或变得不在重要了。

### 太政官八省關係之式
- 第21卷与治部省有关，记载了山陵（日语：/天皇陵）以及其他各种墓葬方式（日语：諸陵式）。
- 第22卷为民部省的上和中册，记载了“凡諸国部内郡里等名，並用二字，必取嘉名”（日语：「凡諸国部内郡里等名 並用二字 必取嘉名」）。
- 第23卷为民部省的下册。
- 第24卷为主計寮（日语：主計寮）的上册，记载了庸、调、中男作物的分配等与当时国家的农作物、渔业产物和各地特产。
- 第25卷为主計寮的下册。
- 第28卷与兵部省有关，其中记载了五畿七道的402所宿场名称以及其的驿马数量。[1]

## 传世手稿

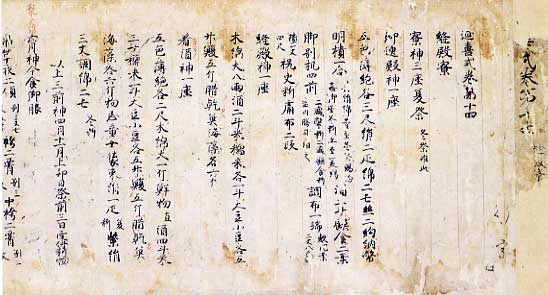
金刚寺藏《延喜式》（国宝）

《延喜式》的原稿已经失传了，而室町时代和战国时代的旧手稿大都失传了。现存最古老的手稿包括收藏于东京国立博物馆的九条家本《延喜式》（日本国宝，平安時代，约10~11世纪），和大阪府河内長野市的金剛寺所藏的三卷（第十二卷残卷、第十四卷、第十六卷）（日本国宝，平安時代，约12世纪前半）。

## 外部連結
- 延喜式検索システム （页面存档备份，存于）皇學館大学
- 延喜式（九條家本） （页面存档备份，存于）文化遺産オンライン
- 《延喜式》，虎尾俊哉校著，吉川弘文館，1995年2月，ISBN 464206608X。
- 《校訂延喜式》，物集高見著，廣文庫刊行會，1927年。
- 《道路の日本史》，武部健一著，中央公論新社、2015年5月25日。ISBN 978-4-12-102321-6。